# Planeten in de astrologie

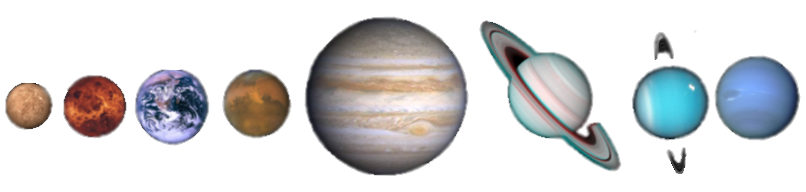
Van links naar rechts: Mercurius-Venus-Aarde-Mars-Jupiter-Saturnus-Uranus-Neptunus

Met planeten in de astrologie werden tot aan de moderne tijd uitsluitend de 7 klassieke planeten uit de astrologie bedoeld. Het waren hemellichamen die in de oudheid met het blote oog konden worden waargenomen: Zon, Maan, Mercurius, Venus, Mars, Jupiter en Saturnus. Zon en Maan, de 'lichten' aan de hemel, werden daarbij door de ouden eveneens als planeten beschouwd. Door de ontwikkeling van steeds sterkere telescopen werden nieuwe planeten ontdekt voorbij Saturnus. De 'transsaturnale planeten' die door moderne astrologen mee in de analyse van de horoscoop worden betrokken, zijn Uranus, Neptunus en de dwergplaneet Pluto.
Voor de astrologen uit de oudheid, die de 'zwervers' langs het hemelgewelf observeerden, waren de planeten de vertegenwoordigers van de wil van de goden. Zij trachtten zoals met andere vormen van waarzeggerij omens (voortekens) te vinden in de hemel van dingen die op aarde zouden gebeuren. Deze gebeurtenissen, zoals zons- en maansverduisteringen, conjuncties van planeten, brachten ze dan in verband met het lot van hun land en van hun heerser. Voor moderne astrologen representeren de planeten eerder drijfveren en impulsen van de menselijke psyche. De plaats waar die planeten in de horoscoop staan is steeds een afbeelding van hun plaats aan de hemel (in de dierenriem), waarbij de 12 huizen voor de levensgebieden staan waarop deze gebeurtenissen zullen plaatsvinden of waarop deze drijfveren zullen worden geuit. Ook de hoeken die de planeten met elkaar maken, de 'aspecten' geven de astroloog aanwijzingen over energieën die samenwerken of elkaar juist tegenwerken.

## Symboliek van de 7 klassieke planeten
Opmerking vooraf: de karakteristieken hebben niet altijd betrekking op personen. De sleutelwoorden beschrijven karakteristieken en associaties die in aanmerking genomen worden bij de analyse van geboortehoroscopen, maar ook bij uurhoekhoroscopen, en bij mundaanhoroscopen die globale trends in de wereld trachten te analyseren en te voorspellen.

### Zon
- Apollo (Romeins), Helios (Grieks)
- Heerser van Leeuw, in vernietiging in Waterman, in verhoging op graad 19 van Ram, in val in Weegschaal.[2] Heerser van het vijfde huis.
- Klassiek:[3] Van aard heet, droog, mannelijk, fortuinlijk indien goed geaspecteerd; arrogant en trots indien niet. Groot postuur, sterk, trouw, eervol, groothartig. 
  - Kleur: geel, goud
  - Planten: welriekende planten met gele of roodachtige bloemen, op zonnige plekken. Deze planten versterken het hart en weerstaan vergif, hekserij en kwaadaardige planetaire invloeden
  - Dieren: leeuw, paard, krokodil, geit, gloeiworm, krabben, arend, haan, feniks, nachtegaal, pauw, zwaan
  - Plaatsen: huizen, koninklijk hof, theater, paleis
  - metalen: goud
  - Stenen: chrysoliet, adamant
  - Dag: zondag
- Modern: Het ego, de levenswil, vitaliteit, het streven om zich waar te maken.[4] Verdere associaties: de kern van de persoonlijkheid, van het Ik, zelfbevestiging, zelfverzekerdheid, geldingsdrang en machtshonger, krachtcentrum, energiebron van de persoonlijkheid.[5]

### Maan
- Diana (Romeins), Selene (Grieks)
- Heerser van Kreeft, in vernietiging in Steenbok, in verhoging op graad 3 van Stier, in val in Schorpioen,[2] Heerser van het vierde huis.
- Klassiek:[3] Vrouwelijke, nachtelijke planeet, koud, vochtig en flegmatisch. Als persoon iemand met gemiddeld postuur, bleek, rond gezicht, grijze ogen, veel beharing, neigend naar corpulentie.
  - Kleur: wit of lichtgeel, zilverachtig. Planten met zachte, vochtige bladeren, kool, meloen
  - Dieren: kikkers, otters, wezels, eenden, bij het water levend.
  - Plaatsen: velden, fonteinen, baden, havens, verlaten plaatsen.
  - Metaal: zilver
  - Stenen: zachte stenen, seleniet, kristallen
  - Dag: maandag
- Modern: De ziel, het vrouwelijk principe, de moeder.[4] Verder brengt men met de maan in verband: instinct, groei, verandering, kindertijd, kinderlijkheid, het vermogen om jong te zijn, het onbewuste, droom, fantasie, een groot inlevingsvermogen, openheid, stemmingen en wisseling van stemmingen, kwetsbaarheid, het vermogen om te kunnen ontvangen en vrij te laten, spontaniteit, ritmische bezieling, gevoel, traditie, familiezin, voortdurende verandering.[5]

### Mercurius
- Mercurius (Romeins), Hermes (Grieks)
- Heerser van Tweelingen en Maagd, in vernietiging in Boogschutter en Vissen, in verhoging op graad 15 van Maagd, in val in Vissen.[2] Heerser van het derde en zesde huis.
- Klassiek:[3] Noch mannelijk noch vrouwelijk, wisselt al naargelang de planeet die in zijn buurt komt (conjunctie); van eigen aard koud en droog, melancholisch. Met goede planeten samen is hij goed, anders slecht. Als persoon, indien goed geaspecteerd, subtiel en politiek intellect, uitstekend redenaar, geleerd argumenterend, onderzoeker van allerlei mysteriën, scherp en geestig, leert ook zonder leraar. Kan uitblinken in gelijk welke wetenschap. Als handelaar onovertroffen. Lichamelijk lang, recht, dun, met hoog voorhoofd, heldere ogen, dunne lippen en neus, weinig behaard op de kin, veel op zijn hoofd, lange armen en vingers.
  - Beroep: filosoof, geleerde, wiskundige, astroloog, handelaar, advocaat
  - Kleur: gemengde kleuren, grijs met hemelkleur zoals de duif.
  - Smaak: van alles door elkaar.
  - Planten: met verschillende kleuren, op zandige verlaten plaatsen, ruiken bijna niet of subtiel, hebben een verband met tong, longen en geheugen. bonen, walnoot, addertong, longkruid.
  - Dieren: hyena, aap, vis, eekhoorn, wezel, spin, papegaai, zwaluw, bijen, slangen, kraanvogel.
  - Mineralen: kwikzilver. Stenen: topaas, agaat, alle stenen met verschillende kleuren
  - Dag: woensdag
- Modern:Het intellect, mentale activiteit, creatief denken en communicatie.[4]

### Venus
- Venus (Romeins), Aphrodite (Grieks)
- Heerser van Stier en Weegschaal, in vernietiging in Schorpioen en Ram, in verhoging op graad 27 van Vissen, in val in Maagd.[2] Heerser van het tweede en zevende huis.
- Klassiek:[3] Vrouwelijke planeet, gematigd koud en vochtig, fortuinlijk, voortbrenger van geluk en plezier, flegma met bloed. Als persoon aangenaam, netjes, niet ruziënd, strevend naar schoonheid in woorden en daden, vaak verwikkeld in liefdeszaken, muzikaal, niet erg ijverig, eerder op plezier ingesteld, nogal lichtgelovig; overspelig en verkwistend indien slecht geaspecteerd. Niet erg groot van gestalte, bleek, rond, vlezig gezicht, mooie heldere ogen, mooi haar, lieflijke mond, mooi lichaam. 
  - beroepen in verband met sieraden, tooi, klederdracht, vrouwenzaken. Vaak musicus, schilder, juwelier, zanger, graveur, handschoenenmaker.
  - Kleur: wit, lichtgroen en lichtbruin.
  - Smaken: al wat aangenaam, zoet en vochtig is.
  - Planten geregeerd door Venus zijn groen, hebben een aangename geur, witte bloem, zoete appels, witte rozen, vijgen, zoete sinaasappels, perziken, abrikozen, pruimen, rozijnen. Dieren: panter, klein vee, spreeuw, geit, hen, patrijs, adelaar, dolfijn.
  - Plaatsen: fonteinen, bruidskamer, mooie behuizingen, bedden, dansscholen, kleedkamers.
  - Metalen, mineralen: koper, brons, blauwe saffier, witte en rode koraal, Marcasiet, Alabaster, Lapis lazuli, Beril, Chrysoliet
  - Dag: vrijdag
- Modern: Liefde, kunst, harmonisch gevoel, fysieke aantrekkingskracht, schoonheid, positieve ingesteldheid.[4]

### Mars
- Mars (Romeins), Ares (Grieks)
- Heerser van Ram en Schorpioen, in vernietiging in Weegschaal en Stier, in verhoging op graad 28 van Steenbok, in val in Kreeft.[2] Heerser van het eerste en achtste huis.
- Klassiek:[3] Mannelijke, nachtelijke planeet, van nature heet en droog, cholerisch en vurig, brengt kleiner kwaad, aanstoker van ruzie, strijd en oorlog. In de strijd onoverwinnelijk, uitdagend, onredelijk, gehoorzaamt niemand. Indien slecht geplaatst (in de horoscoop) wordt hij een slachter, zonder bescheidenheid, een moordenaar en dief, verrader, onmenselijk, obsceen, gehaast, onderdrukkend. Gemiddelde gestalte, sterk lichaam en stevige beenderen, eerder slank, rond gezicht, rood of gelig haar, vaak krullend, een actieve en onbevreesde man. 
  - Beroepen: soldaten, generaals, artsen, apotheken, chirurgen, slagers, kleermakers, kappers, alchemisten, koks, timmerlieden
  - Kleuren: rood, geel, vurig en blinkend. Smaken die bitter, scherp en brandend zijn.
  - Planten: roodachtig, scherpe getande bladeren, groeien op droge plaatsen, bijvoorbeeld netel, distel, duivelsmelk, peper, radijs
  - Dieren: panter, gier, vos, paard, geit, mastiff, wolf, vlieg, beer, valk, raaf, uil, kraai
  - Plaatsen: smidse, ovens, slachthuizen, schoorstenen, overal waar steenkool e.d. wordt verbrand.
  - Mineralen: ijzer, arseen, zwavel
  - Dag: dinsdag
- Modern: Energie, het mannelijk principe, wilskracht, moed, vastberadenheid, vechtlust.[4]

### Jupiter
- Jupiter (Romeins), Zeus (Grieks)
- Heerser van Boogschutter en Vissen, in vernietiging in Maagd en Tweelingen, in verhoging op graad 15 van Kreeft, in val in Steenbok.[2] Heerser van het negende (en twaalfde) huis.
- Klassiek:[3] Dagplaneet, mannelijk, gematigd heet en vochtig, sanguinisch, brengt het grote fortuin, bewerkstelligt gematigdheid, bescheidenheid, soberheid en rechtvaardigheid. In de omgang eervol, trouw, fair in de liefde, doet roemrijke daden, converseert aangenaam, is zeer tolerant tegenover zijn vrouw en kinderen, toont eerbied voor ouderen, gelooft in liefdadigheid voor de armen, religieus, liberaal, verafschuwt gemeenheid en viesheid, wijs, voorzichtig, dankbaar, deugdzaam. Kan, indien slecht geaspecteerd intolerant of hypocriet religieus worden. Is van gestalte recht en groot, blozend, dichte baard, grote, ruime buik, sterke dijen en benen, lange voeten. Grote ogen, lichte huid, gewoonlijk een moedervlek of litteken op de rechtervoet. Jupiter regeert over zoete en welriekende geuren, nooit opdringerig of afstotelijk.
  - Kleuren: zeeblauw, purper, mengsel van geel en groen
  - Planten: kruidnagel, foelie, nootmuskaat, muurbloem, vlas, longkruid, pimpernel, oregano, levermos, granaatappels, pioen, munt, madeliefje, saffraan
  - Dieren: os, schaap, olifant, draak, tijger, eenhoorn, alle dieren die zachtaardig zijn. Ooievaar, watersnip, leeuwerik, adelaar, bijen, fazant, hert, dolfijn, walvis
  - Stenen: amethist, saffier, smaragd of emerald, hyacint, marmer
  - Plaatsen: verblijft graag in de buurt van kerken en altaars, synoden, vergaderingen, zuivere plaatsen, rechtsgebouwen en oratoria
  - Dag: donderdag
- Modern: Harmonie, de wet, religie, de drijfkracht om zich te ontwikkelen, optimisme.[4]

### Saturnus
- Saturnus (Romeins), Kronos (Grieks)
- Heerser van Steenbok en Waterman, in vernietiging in Kreeft en Leeuw, in verhoging op graad 21 van Weegschaal, in val in Ram.[2] Heerser van het tiende (en elfde) huis.
- Klassiek:[3] Dagplaneet, koud en droog, vochtige dampen, melancholisch, aards, mannelijk, het grotere ongeluk, bewerkstelliger van eenzaamheid, malicieus. Ernstig en streng in zijn houding, spreekt spaarzaam, werkt geduldig, argumenteert zwaarwichtig, nauwgezet, stuurs en sober in al zijn handelingen. Kan indien negatief ook afgunstig worden, wantrouwig en koppig, een vrouwenverachter, nooit tevreden mompelaar, altijd klagend. Zijn lichaam koud en droog, gemiddelde gestalte, bleek, kleine donkere ogen, breed voorhoofd, zwart of vaal haar, grote oren, zakkende wenkbrauwen, dunne of geen baard, dikke lippen en neus, voorovergebogen houding, vreemde loop met knieën die voortdurend tegen elkaar aanbotsen. 
  - Beroep: nachtwerk of onder de grond zoals mijnwerkers, loodgieter, schoorsteenveger, drager van doden, tuinier, verver van zwarte kleren, koster, doodgraver, schaapsherder
  - Smaken: zuur, bitter, scherp
  - Planten: wolfsklauw, alruin, bilzekruid, nachtschade, dragon, ijzerkruid, salie, spinazie, komijn, duivenkervel. De cipres en de treurwilg
  - Dieren: ezel, kat, haas, muis, mol, olifant, beer, wolf, krokodil, paling, kraai, uil, sprinkhaan, struisvogel.
  - Plaatsen: vertoeft graag in woestijnen, wouden, donkere valleien, grotten, holen, bergen, ruïnes
  - Stenen: saffier, lapis lazuli, alle zwarte, doffe, lelijke gesteenten die niet gepolijst kunnen worden
  - Dag: zaterdag
- Modern: Geremdheid, concentratie, consolidatie, ernst, melancholie, verantwoordelijkheid.[4]

## Symboliek van de 3 transsaturnale planeten

### Uranus
- Coelus (Romeins), Oeranos (Grieks)
- Modern heerser van Waterman, in vernietiging in Leeuw, in verhoging in Schorpioen, in val in Stier.[2] Heerser van het elfde huis.
- Revolutie, plotse verandering, eigenaardig gedrag, vrijheidsdrang, enthousiasme en originaliteit, intuïtie.[4]

### Neptunus
- Neptunus (Romeins), Poseidon (Grieks)
- Modern heerser van Vissen, in vernietiging in Maagd, in verhoging in Kreeft, in val in Steenbok.[2] Heerser van het twaalfde huis.
- Ontvankelijk voor indrukken, empathisch, fantasie, gevoeligheid, dromerigheid, mysticisme.[4]

### Pluto
- Pluto / Orcus (Romeins), Hades (Grieks)
- Modern heerser van Schorpioen
- Voorzienigheid, onzichtbare grote krachten (onbewust) aan het werk, de wil om te onderdrukken, nietsontziend, regeneratievermogen.[4] Heerser van het achtste huis.

## Culturele verwijzingen
Gustav Holst (1874-1934) componeerde tussen 1914 en 1916 de zevendelige orkestsuite Opus 32: The Planets, waarin de typische astrologische eigenschappen van de planeten Mercurius, Venus, Mars, Jupiter, Saturnus, Uranus en Neptunus aan bod komen. 